# حبق كيني
حبق كيني (الاسم العلمي:Ocimum kenyense) هو نوع من النباتات يتبع جنس الحبق من الفصيلة الشفوية.